# Италициан
Италициан (лат. Italicianus) — римский политический деятель второй половины IV века.
Италициан происходил из Италии. В 355 году он находился при императорском дворе. В течение всего лишь трёх месяцев 359 года Италициан занимал должность префекта Египта. Около 360 год он был наместником Сирии; его руководство было встречено с одобрением в Антиохии. В 361 году Италициан стал викарием диоцеза Азия. К этому времени относится четыре письма, посланные ему оратором Либанием. В 361 году он женился на дочери префекта претория Востока Талассия.